# Carino
Carino foi imperador romano entre 283 e 285. Era o filho mais velho de Marco Aurélio Caro, que quando assumiu o império, elevou tanto Carino como seu irmão mais novo Numeriano como césares. Carino não partiu para a campanha contra o Império Sassânida, dirigida por seu pai, acompanhado de seu irmão. 
A Carino coube permanecer em Roma e cuidar da administração imperial na ausência de seu pai. Com as vitórias paternas contra os sassânidas, em 283 foi nomeado "augusto", ou seja, hierarquicamente igual ao seu pai em relação ao poder imperial. 
O fim da guerra persa foi comemorada inclusive com a cunhagem de moedas onde pai e filho aparecem juntos. A partir de Caro, o império foi dividido não-oficialmente entre Ocidente e Oriente. A Carino coube a parte ocidental, a Numeriano, o lado oriental. Com a morte de Caro, Numeriano segue para Roma e, na viagem de retorno a capital, morre em circunstâncias misteriosas. Os exércitos romanos no oriente não reconhecem Carino como sucessor de Numeriano e elegem Diocles, que depois ficou conhecido como Diocleciano, na época alto oficial do exército oriental.
Carino tinha como base moral as vitórias na Germânia e na Britânia (tanto a assumir os títulos de Germânico Máximo e Britânico Máximo). Do alto de seus títulos, Carino não conseguiu evitar que Marco Aurélio Sabino Juliano, general e governador (corrector) do Vêneto se rebelasse juntamente com os exércitos do Danúbio. Esse revoltoso declara-se imperador, e chega a cunhar moedas onde se apoderou da Panônia (Pannoniae Augusti) e prometeu liberdade geral (Libertas publica). 
Em 285, Carino reagiu ao general rebelde e lhe impôs uma derrota militar, próximo à cidade de Verona. Carino, incorporando a seu exército as tropas de seu general rebelde, decidiu que era chegada a hora de combater Diocleciano. 
Os dois exércitos se enfrentaram em Margo (Margum), no Danúbio. O resultado começava a se definir com a vitória de Carino sobre o rival mas, repentinamente, foi assassinado por um de seus oficiais, o que resultou no fim das hostilidades e a união dos exércitos sob o comando de Diocleciano. 
Segundo fontes partidárias de Diocleciano, Carino foi morto por um oficial que descobriu que o imperador estava seduzindo sua esposa. A pouco confiável "Historia Augusta" assim diz de Carino: "Sua banheira era sempre mantida gelada com neve (...) nomeou como prefeito de Roma um simples porteiro, escandalizando a cidade (… ) era o mais corrupto dos homens, adúltero e que corrompia a juventude, era sodomita. Encheu seu palácio de atores, prostitutas, cantores, ainda assim casou-se nove vezes, divorciando-se de algumas esposas inclusive algumas delas estando grávidas."

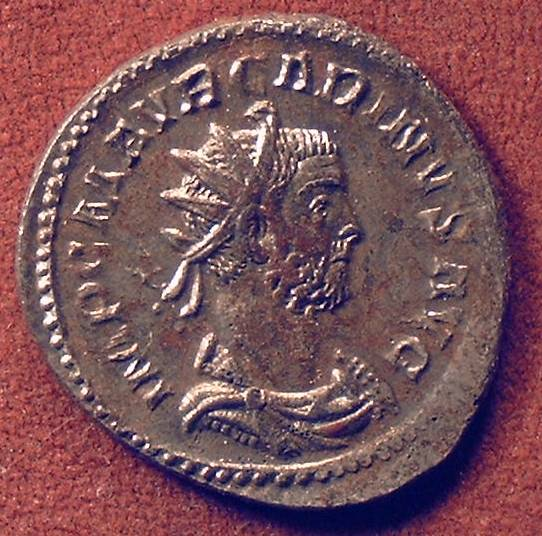
Moeda do imperador Carino

Seja verdade ou não, nas sua moedas (muitas moedas do período ajudam a montar um panorama "oficial" do governo de Carino) somente uma esposa é citada: Mágnia Úrbica, identificada como sua esposa e consorte. Outras moedas ainda mostram as efígies de seu pai Marco Aurélio Caro, seu irmão Numeriano e de um jovem chamado Nigriniano, referido como sobrinho de Caro, o qual deveria ser ou filho de Numeriano ou seu próprio filho. Suas moedas identificam uma política de publicidade voltada à família imperial. No fim de seu governo, as moedas já proclamavam a devoção das tropas ao imperador, a promessa de paz e tranquilidade, mais uma vez utilizadas como propaganda governamental, visto que além das ameaças militares, houve um grande incêndio no mesmo período em Roma, que destruiu bairros inteiros da capital. 
Temos então duas correntes de pensamento que julgam Carino, uma das suas moedas que retratam a política oficial do imperador e outra, pesadamente crítica, deixada por Diocleciano e seus sucessores. Dos fatos podemos apenas salientar um detalhe: quando seu irmão Numeriano morreu, as tropas sob seu comando não aceitaram de forma alguma que Carino assumisse os poderes do irmão. Por que? Essa questão, infelizmente, nunca poderá ser respondida.